# Železniški trajekt
Železniški trajekt (ang. train ferry) je vrsta Ro-Ro ladje, ki lahko prevaža železniške vagone in lokomotive. Prvi železniški trajekti so se pojavili že leta 1833 na Škotskem.

## Galerija
- Pristaniška oprema v Britanski Kolumbiji, Kanada
- Bohai Train Ferry
- Pristaniški terminal